# 安娇县
安娇县（英語：Anjaw District），是印度阿鲁纳恰尔邦的一个县，首府位於哈威。除西南部分地區以外，该县大部分轄境位于中印争议的“藏南地区”中，中华人民共和国不承认印度对其主权，行政区划上划归西藏自治区管辖。总面积6,190平方公里，总人口21089（2011年）。

## 行政区划
安娇县下辖7个行政单位：
- Hayuliang（南部地區無主權爭議）
- 哈威（南部地區無主權爭議）
- Manchal
- Goiliang（南部地區無主權爭議）
- 瓦弄
- Kibithu
- Chaglogam